# Josep Maria Casademont
Josep Maria Casademont (Barcelona 1928-1994), advocat de formació, fou un crític de fotografia i dinamitzador cultural català.
Com aficionat a la fotografia es va fer soci de l'Agrupació Fotogràfica de Catalunya el 1956. De seguida va deixar la pràctica de la fotografia. El febrer de 1957 va ocupar el càrrec de vocal del Butlletí, obrint pas a les noves idees reformistes que s'estaven desenvolupant entre els joves fotògrafs, entre els quals Oriol Maspons va ser un gran amic les idees del qual van ser de gran influència en les teories al voltant de la utlilitat de la fotografia com a eina de desenvolupament social i cultural.
Soci del Grup Afal des de 1958, les seves tesis sobre la manera d'entendre la fotografia moderna, van radicalitzar la posició de la Revista Afal envers el Salonismo. L'abril del 1958 és nomenat al càrrec de secretari de l'Agrupació Fotogràfica de Catalunya.
Com a crític de fotografia va ser molt important la seva tasca a la revista Arte Fotográfico, on va publicar regularment sota el pseudònim d'Aquiles Pujol, des de 1961 fins a 1967.
Al febrer de 1959 va deixar la seva professió d'advocat per emprendre la direcció de la Sala Aixelá, que s'allotjava al sotan de la botiga d'imatge i só al número 13 de la Rambla de Catalunya de Barcelona. Des d'allà va dirigir també la revista Imagen y Sonido (1963 a 1975).
Al 1968 va impulsar la creació de l'Escola Aixelá de Cinema, que va desenvolupar un paper molt important en la formació del nou cinema independent català.
A la Sala Aixelá i als porfolis de la revista Imagen y Sonido, Casademont va presentar autors fotogràfics de tota mena, des de professionals vinculats a periodisme, a la fotografia comercial i científica i també amateurs dedicats a l'art de la fotografia, durant les dècades de 1960 i 1970. Més enllà d'aquest període, la seva tasca de promotor la va practicar també des de l'edició de llibres i revistes especialitzades, sempre defensant la funció útil de la fotografia, especialment el documentalisme fotogràfic. Destaca l'apèndix per a la Historia de la fotografia del segle xx, de Petr Tausk, on defineix el moviment fotogràfic a Catalunya durant la posguerra com a "segona vanguardia".
Va ser pioner a l'Estat Espanyol en donar a conèixer fotògrafs de noves tendències, entre els quals descaquen Ramon Dimas, Anna Turbau, Antoni Vidal Miquel, Toni Catany, Colita, els Germans Blassi, Ton Sirera, Manel Esclusa o Joan Fontcuberta.
Casademont també fou pioner en el camp del cinema.
El seu arxiu personal es troba al Centre de Documentació del Museu d'Art Contemporani de Barcelona.
El Virreina Centre de la Imatge, Barcelona, 23.11.2019 - 16.02.2020, li ha dedicat una mostra Sala Aixelá (1959-1975).